# Bénigne Le Gouz de Gerland

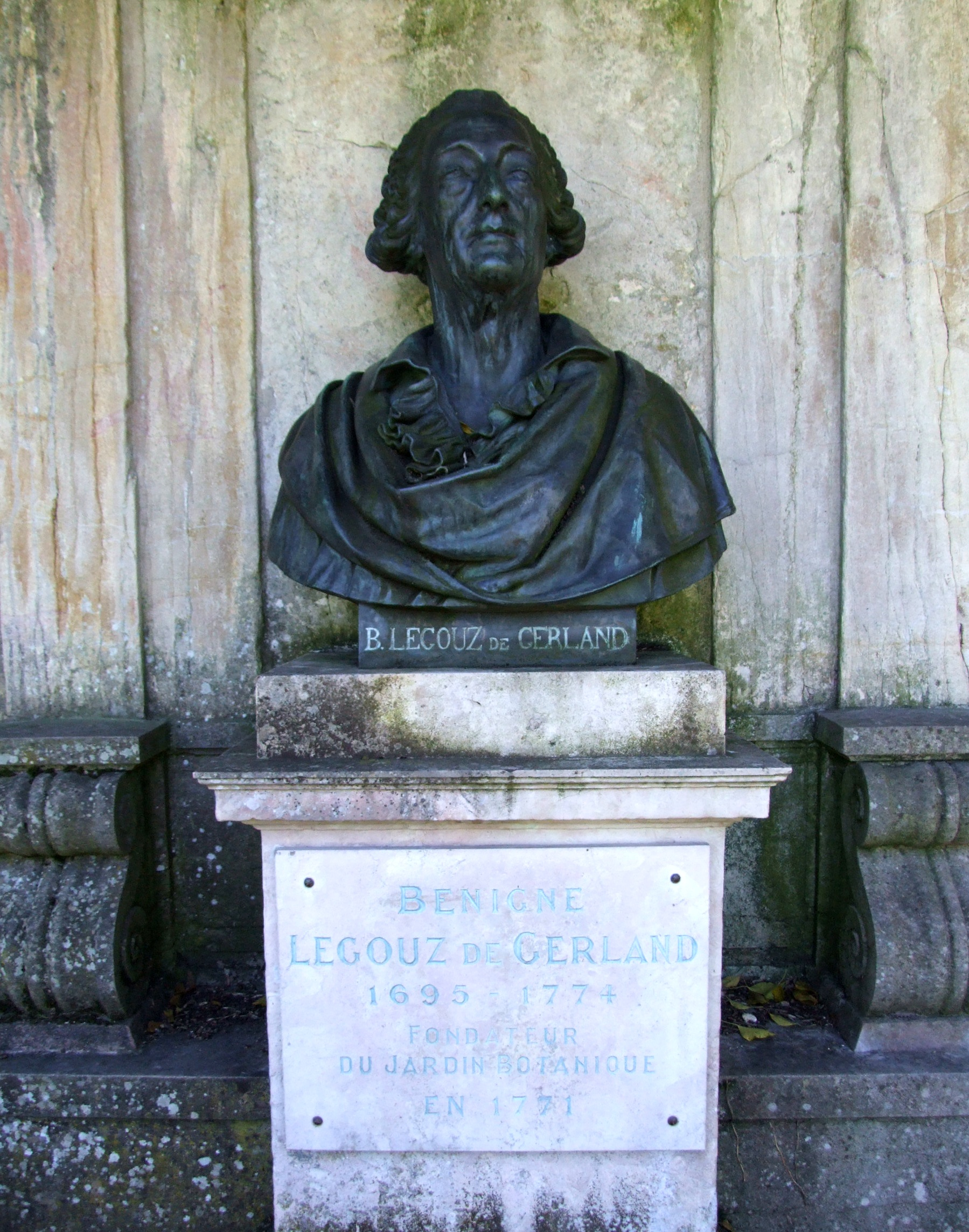
Büste Gerlands im Jardin de l’Arquebuse, Dijon.

Bénigne Le Gouz de Gerland, Herr von Magny-sur-Tille, Gerland und Jancigny (* 17. November 1695 in Dijon; † 17. März 1774 ebenda) war ein französischer Historiker und Mäzen.

## Leben
Bénigne Le Gouz de Gerland entstammte einer alten burgundischen Familie und war ein Urenkel von Charles Fevret, Advokat des Parlaments von Burgund. Er erhielt eine vortreffliche Erziehung, wodurch sich seine Vorliebe für Kunst und Wissenschaft früh entwickelte. Nachdem er seine Studien im Collège de Clermont in Paris beendet hatte, machte er zu seiner weiteren Ausbildung und um die Werke berühmter Künstler des Altertums und der neueren Zeit durch eigene Anschauung kennenzulernen, eine Reise durch Italien. Sodann begab er sich nach England, um sich mit den Gesetzen und Sitten dieses Landes bekanntzumachen. Auch knüpfte er auf dieser Reise Verbindungen mit vielen bedeutenden Männern an, von denen ihm mehrere, u. a. der Kardinal Domenico Silvio Passionei und der Naturforscher John Ellis, freundschaftlich zugetan blieben.
Nach seiner Heimkehr war Le Gouz de Gerland bestrebt, bei seinen Landsleuten das Interesse für die Wissenschaften zu wecken und zu pflegen. Als ihn die Akademie zu Dijon 1761 zu ihrem Ehrenmitglied ernannte, schenkte er ihr ein Stück Feld, um darauf einen Botanischen Garten anzulegen, und einen Teil seiner reichen Naturaliensammlung und seines Münzkabinetts. Auch ließ er auf seine Kosten die Büsten der großen Männer Burgunds in Marmor ausführen, um damit den Sitzungssaal der Akademie zu schmücken. Die Akademie fügte aus Erkenntlichkeit auch seine Büste hinzu, musste sie aber wieder entfernen und konnte von dem bescheidenen Mann nur erlangen, dass sie im naturhistorischen Kabinett aufgestellt werden durfte. Ein noch größeres Verdienst erwarb er sich durch die Gründung einer Maler- und Bildhauerschule zu Dijon, die später in eine Akademie umgestaltet wurde und die unmittelbare Protektion des Königs und der Provinzialstände erhielt. Er plante noch weitere Anstalten zu gründen, konnte aber dieses Vorhaben aufgrund seines zuvor eingetretenen Todes nicht mehr ausführen. Ein schmerzhaftes Gliederzucken hatte ihn schon lange gequält und ließ sich nicht heilen, so dass er sich einer gefährlichen Operation unterzog, die erfolgversprechend schien. Sie misslang jedoch, und er starb am 17. März 1774 im Alter von 78 Jahren in Dijon. Sein Landsmann, der berühmte Arzt Hugues Maret, hielt ihm die Lobrede (Éloge de M. Le Gouze de Gerland, Dijon 1774) in einer der Sitzungen der Akademie. Er war unverheiratet geblieben, hatte keine Nachkommen und setzte seinen Vetter dritten Grades, Bénigne Le Gouz de Saint-Seine (1719–1800), späterer erster Präsident des Burgunder Parlaments, zum Universalerben ein.

## Werke
Le Gouz de Gerland trat erst im vorgerückten Alter als Fachschriftsteller auf. Er verfasste zwei historische Werke über die ältere Geschichte seiner Heimat, die große Vaterlandsliebe und unermüdlichen Fleiß im Sammeln des Stoffs verraten, aber scharfe Kritik vermissen lassen und zu sehr zu Hypothesen und absonderlichen Ansichten neigen:
- Essai sur l’histoire des premiers rois de Bourgogne et sur l’origine des Bourguignons, Dijon 1770; mit einer Karte des alten Germaniens und einer anderen des alten Königreichs Burgund
- Dissertation sur l’origine de la ville de Dijon et sur les antiquités découvertes sous les murs bâtis par Aurélien, Dijon 1771; mit einem Plan des alten Dijon und vielen Abbildungen

In dem letztgenannten Werk vertritt Le Gouz de Gerland die Ansicht, dass Dijon aus einem Lager Cäsars entstanden sei. Den Namen der Stadt leitet er von dem keltischen Wort divis (Wahl) ab, weil Cäsar diese Stelle wählte, oder von diviren (Abfluss), weil Dijon auf einem sumpfigen Grund der Flüsse Ouche und Suzon liege.
Andere von ihm hinterlassene geschichtliche Werke wurden nicht gedruckt:
- Relation du voyage en Italie
- Lettres sur les Anglais
- Parallèle de César et d’Auguste
- Histoire de Pompée
- Histoire de l’entrée des Héraclides dans le Péloponnèse
- Fragments sur le Maures de Grenade

Seine Histoire de Laïs, courtisane grecque, avec des anecdotes sur quelques philosophes de son temps ist eine unbedeutende altertumswissenschaftliche Arbeit. Auch seine naturwissenschaftlichen Versuche, Dissertation sur la cause physique de déluge (in den Mémoires de l’académie de Dijon, Bd. 1), worin er die Sintflut dem Zusammenstoß eines Kometen mit der Erde zuschreibt, und Essai sur l’histoire naturelle (ebd., Bd. 2) sind von Durchschnittsniveau.